# Lyme Regis
Lyme Regis (Aussprache [ˌlaɪmˈriːdʒɪs]) ist eine Kleinstadt in der südwestenglischen Grafschaft Dorset. Sie zählt 3742 Einwohner (Stand 2001).
Der ursprünglich lateinische Namenszusatz Regis (englische Aussprache [ˈriːdʒɪs]) ist der Genitiv Singular von lateinisch Rex und bedeutet „des Königs“ oder „dem König gehörend“.

## Geographische Lage
Lyme Regis liegt an der Jurassic Coast, einem Küstenabschnitt am Ärmelkanal, an der Grenze zwischen Dorset und Devon und wird auch „Perle von Dorset“ genannt. Im 13. Jahrhundert zählte diese Stadt zu den wichtigsten britischen Häfen.

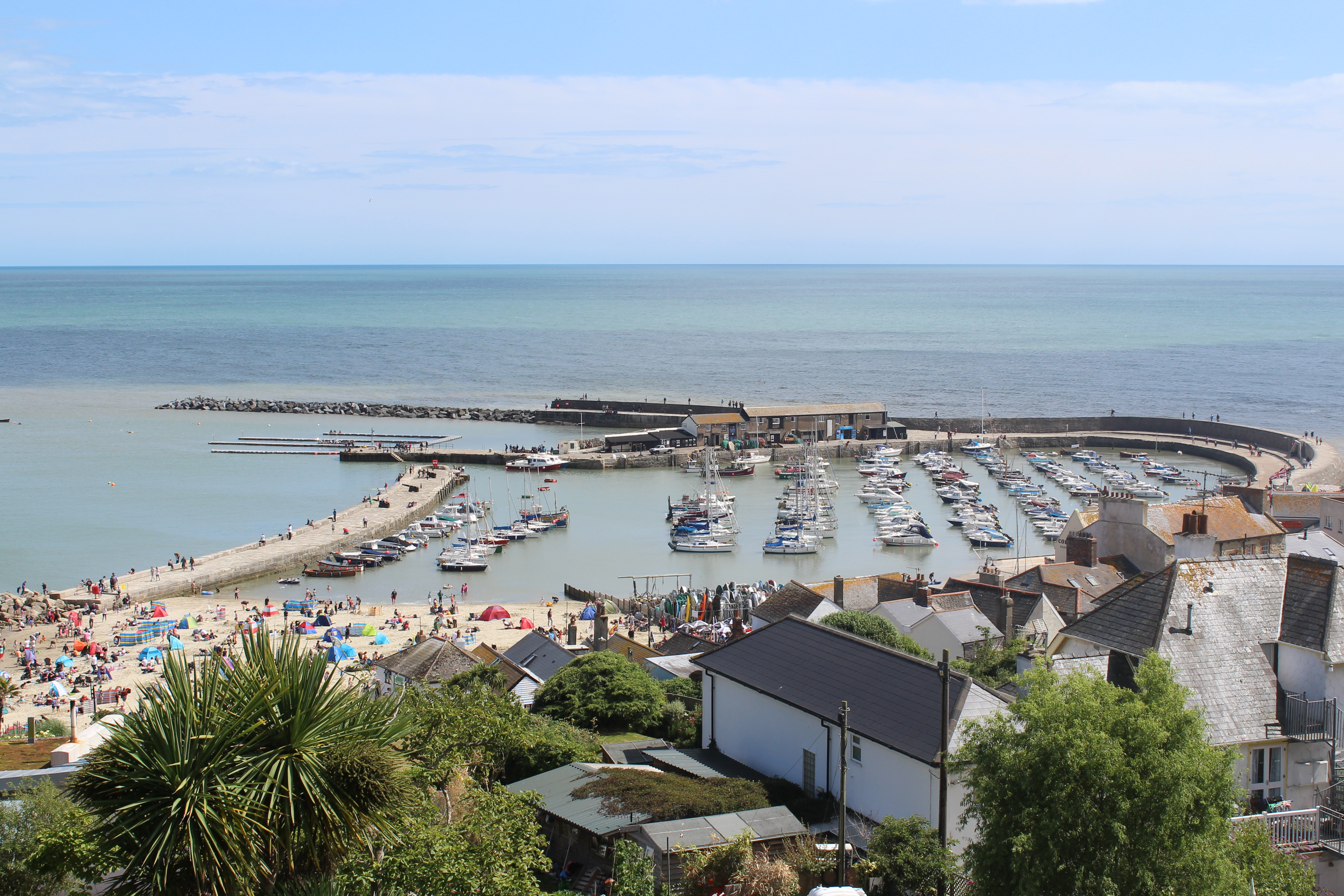
Lyme Regis Hafen vom Holmbush Parkplatz

## Sehenswürdigkeiten und Ortsbild
Bekannt ist Lyme Regis vor allem für „The Cobb“, eine mächtige, charakteristische Hafenmauer. „The Cobb“ spielt eine Rolle in dem Roman Anne Elliot von Jane Austen und in dem Film The French Lieutenant's Woman, der auf den gleichnamigen Roman des Autors John Fowles zurückgeht. Das freundliche Städtchen verfügt über viele schöne Häuschen, die sich einen Hang hinaufziehen. Lyme Regis hat sicher das Prädikat „typisch englisch“ verdient. Lyme Regis liegt in der Lyme Bay zwischen Weymouth und Torquay.
Lyme Regis war Heimat der bekannten frühen Paläontologin Mary Anning. Es ist für die von ihr in den dortigen Klippen gefundenen Fossilien bekannt und gehört damit zur sogenannten Jurassic Coast (Jura-Küste), einem Küstenabschnitt, der seit 2001 UNESCO-Weltnaturerbe ist.
Von 1923 bis 1927 war in einem Haus auf dem „Summerhill“ Alexander Sutherland Neills Demokratische Schule beheimatet. Sie bekam hier den Namen Summerhill School, mit dem sie einmal weltberühmt werden sollte.

## Söhne und Töchter der Stadt
- Thomas Coram (1668–1751), Geschäftsmann und Philanthrop
- Mary Anning (1799–1847), Fossiliensammlerin
- John Gould (1804–1881), Ornithologe und Tiermaler
- Percy Carlyle Gilchrist (1851–1935), Chemiker und Metallurg
- Frank Moore (Sportschütze) (1851–1926), Sportschütze